# بشقابی پشته‌ای
بشقابی پشته‌ای، بشقابی کهروی (نام علمی: Scutellaria xylorrhiza) نام یک گونه از سرده بشقابی است.